# Copaifera jacquiniana
Copaifera jacquiniana är en ärtväxtart som beskrevs av George Don jr. Copaifera jacquiniana ingår i släktet Copaifera, och familjen ärtväxter. Inga underarter finns listade i Catalogue of Life.